# Ivan Glazounov
Pour les articles homonymes, voir Glazounov (homonymie).
Ivan Petrovitch Glazounov (Иван Петрович Глазунов), né le 20 juin/1er juillet 1762 à Serpoukhov et mort le 4/16 juillet 1831 à Saint-Pétersbourg, est un éditeur et libraire russe, frère du fondateur de la dynastie des éditeurs Glazounov, Matveï Glazounov, et continuateur de ses affaires.

## Biographie
Ivan Glazounov naît à Serpoukhov, berceau des Glazounov, dans la famille du marchand Piotr Fiodorovitch Glazounov.

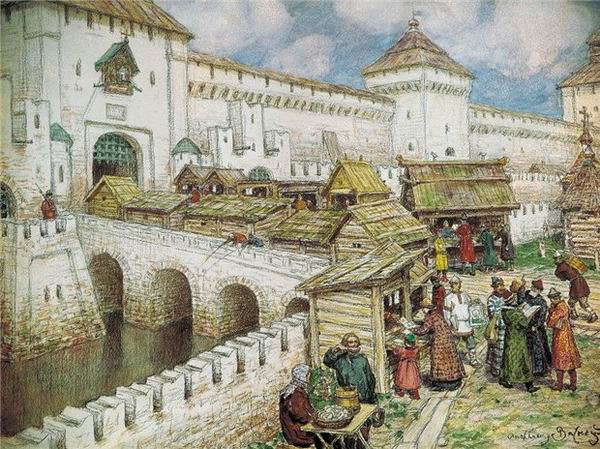
Boutiques de livres sur le pont de la Passion à Moscou au XVIIe siècle
par Apollinari Vasnetsov.

Il aide au début son frère Matveï dans sa boutique de Moscou, sur le pont de la Passion, ouverte en 172 ou 1783 et Ivan Glazounov ouvre sa propre boutique en 1784 à Saint-Pétersbourg. Il s'inscrit en 1785 dans la classe des marchands de Saint-Pétersbourg et ouvre en plus une boutique au palais Anitchkov qui appartient alors au prince Potemkine. Plus tard, on y ouvre une bibliothèque publique de prêt et de lecture. Au début, Ivan Glazounov se borne à acheter des bibliothèques privées et à en revendre les livres à la pièce.
Il commence à se lancer dans l'édition en 1790. Parmi ses premières publications, l'on compte Le Théâtre des urgences («Театр чрезвычайных происшествий»), Le Chemin vers le salut («Путь ко спасению») d'Emine et Le Lettreur («Письмовник») de Kourganov. il ouvre encore deux librairies et en 1803 sa propre imprimerie, avec les outils les plus modernes  rivalisant avec les imprimeries étrangères installées depuis longtemps à Saint-Pétersbourg.
Ivan Glazounov est le commissionnaire préféré de la princesse Dachkova. Il publie la dernière tragédie de la princesse, Vadim, mais sa publication est confisquée sur ordre de Catherine II.

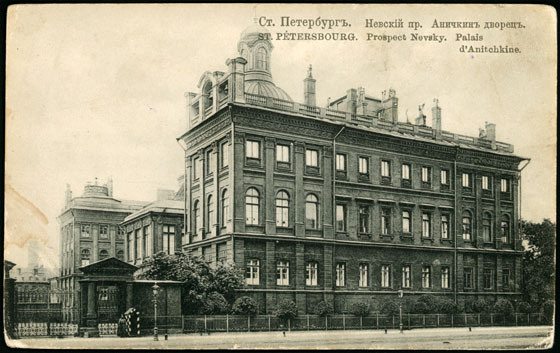
Le palais Anitchkov.

Les affaires de Glazounov prennent de l'ampleur et en 1804 dans sa seule boutique de la maison de la bibliothèque publique son chiffre d'affaires annuel atteint sept mille roubles en assignats.
Il ouvre en 1808 un librairie rue  Nikolaskaïa dans une maison achetée au comte Cheremetiev, et dont s'occupe plus tard son fils, Piotr Glazounov. En 1806, il est commissionnaire de l'université de Moscou.
La Guerre de 1812 frappe durement les affaires de Glazounov, mais elles reprennent de la vigueur dès 1815. À partir de 1827, il est commissionnaire de l'Académie impériale des sciences.
En quarante ans d'affaires, Glazounov publie 178 titres dont 41 dans le domaine des belles-lettres (par exemple les œuvres de Vladislav Ozerov en 1816-1819), 37 en histoire, 17 dans le domaine religieux, 16 dans le domaine pédagogique, 15 en géographie, 8 dans le domaine du droit, et parmi ces derniers l'édition monumentale en plusieurs tomes du Monument des lois (« Памятник законов »), publié sous le contrôle de Glazounov à l'imprimerie du Sénat. Le 31 août 1825, après avoir présenté l'un des volumes du Monument des lois à l'empereur, il reçoit une médaille d'or avec ruban de Saint-Vladimir et l'inscription «За полезное» (Pour l'utilité).
Ivan Petrovitch Glazounov meurt le 4 juillet 1831 du choléra à Saint-Pétersbourg. Il est enterré au cimetière Volkovo, mais sa sépulture n'a pas été conservée,.
Outre Piotr Glazounov, ses affaires sont reprises par son fils Ilia Glazounov et ses fils, Alexandre, Ivan et Constantin Glazounov (père du compositeur Alexandre Glazounov).

## Source de la traduction
- (ru) Cet article est partiellement ou en totalité issu de l’article de Wikipédia en russe intitulé « Глазунов, Иван Петрович » (voir la liste des auteurs).

- VIAF
- ISNI
- BnF (données)
- LCCN
- Israël
- Russie
- Lettonie
- WorldCat